# SpVgg Sandhofen
SpVgg Sandhofen is een Duitse sportclub uit het Mannheimse stadsdeel Sandhofen. Voetbal is de dominante sport binnen de vereniging, maar men is ook actief in handbal, kegelen en gymnastiek. In de jaren twintig en dertig speelde de club in de hoogste klasse. 

## Geschiedenis
De club werd in 1903 opgericht als FG Germania Sandhofen, tot 1913 was Sandhofen nog een zelfstandige gemeente en werd pas daarna een stadsdeel van Mannheim. Het volgende jaar sloot de club zich bij de Zuid-Duitse voetbalbond aan. Door interne problemen werd de club in 1908 ontbonden en kort daarna heropgericht als FC Phönix Sandhofen. Op 9 januari 1919 fuseerde de club met FV 1902 Sandhofen en SV 1918 Sandhofen en nam zo de naam SpVgg 03 Sandhofen aan. De club speelde in de Odenwaldse competitie, die na twee seizoenen opging in de Rijncompetitie. Deze competitie bestond in het eerste jaar uit vier reeksen en deze werden gehalveerd. Sandhofen eindigde slechts vijfde op acht clubs en degradeerde. 
Na enkele vergeefse pogingen om terug naar de hoogste klasse te promoveren slaagde SpVgg er in 1926 wel in. De club vestigde zich de volgende jaren in de middenmoot. In 1933 kwam de NSDAP aan de macht in Duitsland. De competitie werd grondigd geherstructureerd en de Gauliga Baden werd ingevoerd als nieuwe hoogste klasse. Door een zesde plaats in het voorgaande seizoen kwalificeerde de club zich niet. In 1936 promoveerde de club naar de Gauliga. Na VfR Mannheim, SV Waldhof 07 en VfL Neckarau was de club al de vierde Mannheimse club in de Gauliga. Ondanks de zware concurrentie speelde de club zes jaar in de Gauliga, maar kon nooit potten breken. In 1941/42 volgde een degradatie. 
Na de Tweede Wereldoorlog werden alle Duitse clubs ontbonden. De club werd heropgericht als Spiel- und Sportvereinigung Sandhofen en nam in 1947 opnieuw de oude naam aan. De club speelde in de tweede klasse tot 1949 en degradeerde dan. In 1956 degradeerde de club nog verder en kon in 1958 terugkeren naar de 1. Amateurliga. In 1960 eindigde de club samen met stadsrivaal Mannheimer FC Phönix eerste zodat er een beslissende wedstrijd kwam voor de titel. Voor 13.000 toeschouwers verloor SpVgg met 2:3 van Phönix. Moest de club gewonnen hebben zouden ze wel aan een promotie naar de tweede klasse verzaakt hebben om financiële redenen. In 1965 degradeerde de club uit de Amateurliga. Na acht seizoenen in de 2. Amateurliga degradeerde de club ook daar en verdween definitief uit de hoogste amateurreeksen. 